# Olga Żanibiekowa
Olga Sowietbajewna Żanibiekowa (ur. 15 lipca 1986) – kazachska zapaśniczka w stylu wolnym. Olimpijka z Pekinu 2008, gdzie zajęła trzynaste miejsce w kategorii 72 kg.
Czterokrotna uczestniczka mistrzostw świata, brązowy medal w 2007. Zdobyła cztery medale w mistrzostwach Azji, srebrny w 2007. Trzecia w Pucharze Azji w 2003 roku.